# إدوارد سوين
إدوارد سوين (بالإنجليزية: Edward Swain)‏ هو حراجي أسترالي، ولد في 6 أبريل 1883، وتوفي في 1970.